# Eupithecia bullata
Eupithecia bullata är en fjärilsart som beskrevs av W. Warren 1895. Eupithecia bullata ingår i släktet Eupithecia och familjen mätare. Inga underarter finns listade i Catalogue of Life.